# Svaneke Bryghus

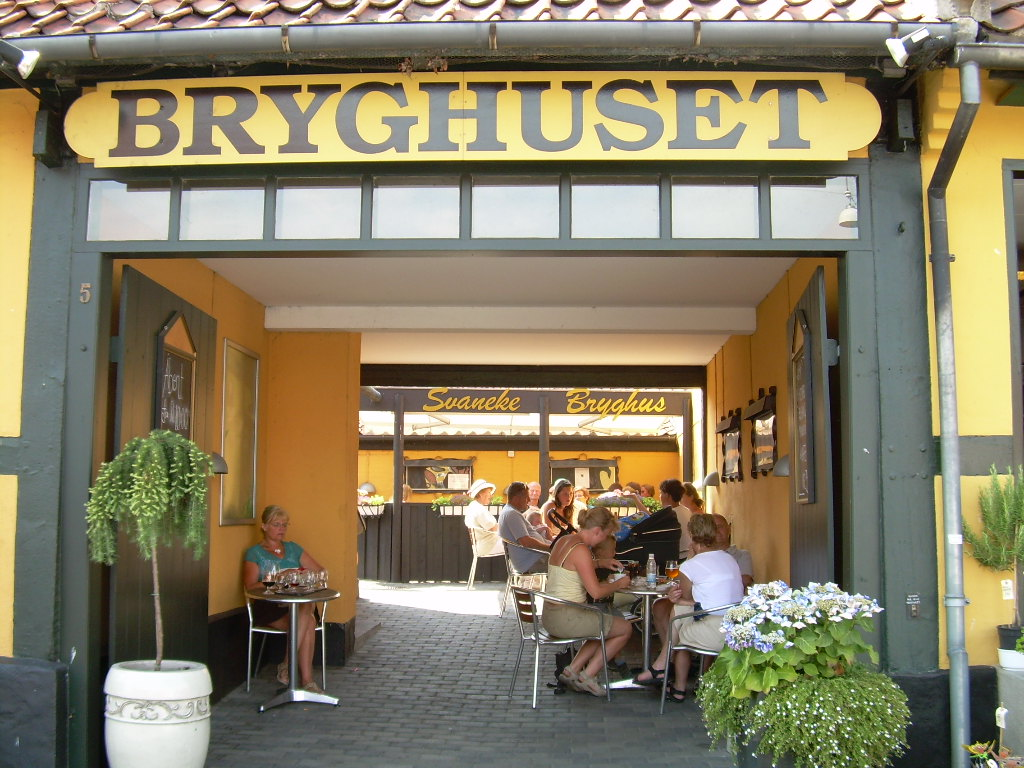
Svaneke Bryghus

Svaneke Bryghus is een brouwerij in Svaneke op het Deense eiland Bornholm. Het is de enige brouwerij op het eiland.

## Achtergrond
De huidige bierbrouwerij opende met Pasen 2000, als een van de eerste microbrouwerijen in Denemarken. Tot die tijd was er op het eiland een aantal jaren geen brouwerij werkzaam geweest. De brouwerij huist in een oud koopmanshuis van 1750 waarin, naast de brouwerij, ook een restaurant huist waar ook nieuwe smaken kunnen worden getest.
Het bier wordt in heel Denemarken verkocht via onder andere supermarkten. In Denemarken werd in 2010 bij alle brouwerijen een achteruitgang van gemiddeld 6% gerapporteerd, terwijl Svaneke Bryghus een groei van 6% haalde. De productie steeg met ca. 100.000 extra flessen.
Alle soorten bier zijn zowel ongefilterd als ongepasteuriseerd.

## Producten
- Bornholmer Bryg - Classic

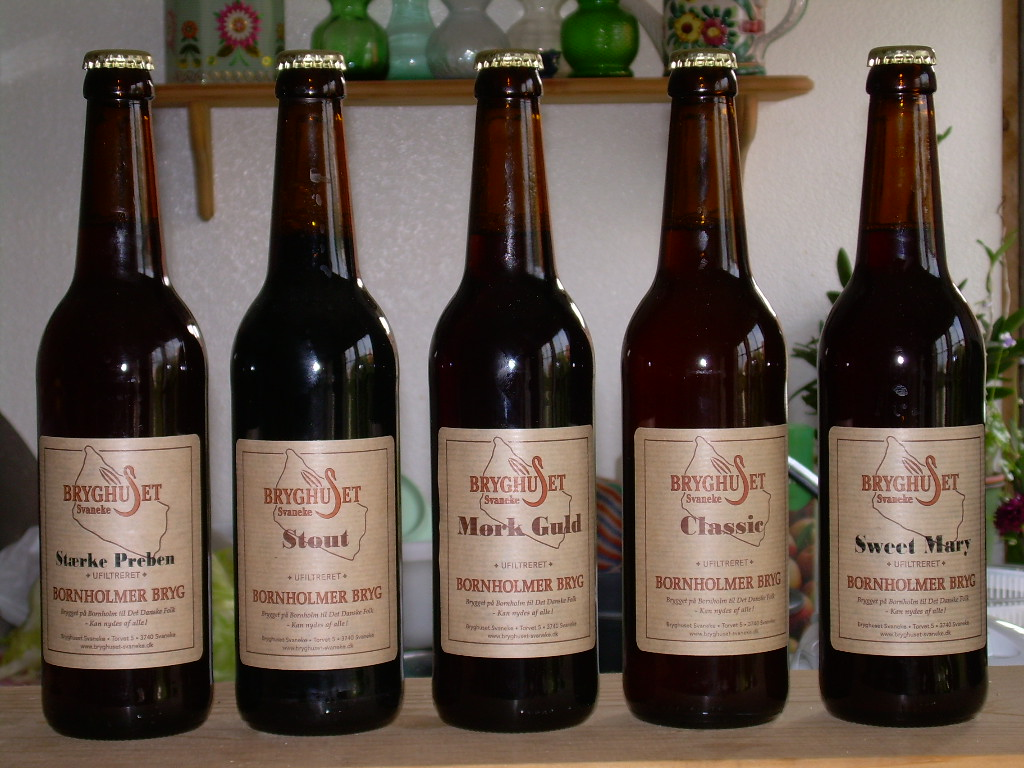
Een selectie bieren van Svaneke Bryghus

- Bornholmer Bryg - Mørk Guld (Donker Goud)
- Bornholmer Bryg - Guldøl (Goudbier)
- Bornholmer Bryg - Stout
- Bornholmer Bryg - Sweet Mary
- Bornholmer Bryg - Stærke Preben (Sterke Preben)
- Bornholmer Bryg - Gammeldags Pilsner (Ouderwets Pilsner)
- Bornholmer Bryg - Påskebryg (Paasbier)
- Bornholmer Bryg - Gul Påskebryg (Gouden Paasbier)
- Bornholmer Bryg - Høstbryg (Oogstbier)
- Bornholmer Bryg - Julebryg (Kerstbier)
- Bornholmer Bryg - Rød Julebryg (Rood Kerstbier)
- Bornholmer Bryg - Weisse (Weißbier)
- Bornholmer Bryg - Sejlerøl (Zeilersbier)